# اشوای (رود آیلند)
اشوای (به انگلیسی: Ashaway) شهری در ایالت رود آیلند کشور ایالات متحده آمریکا است که جمعیت آن در سرشماری سال ۲۰۱۰ میلادی، ۱٬۴۸۵ نفر بوده‌است.